# Kenneth Mapp
Pour les articles homonymes, voir Mapp.
Kenneth Ezra Mapp (né le 2 novembre 1955 à Brooklyn, New York) est un homme politique américain, membre du Parti républicain. Il est gouverneur des îles Vierges des États-Unis de 2015 à 2019.

## Biographie
Kenneth Mapp est élevé par sa grand-mère maternelle à Sainte-Croix à partir de 1961. Il poursuit des études à l'université de la ville de New York et à celle des îles Vierges, mais il ne décroche pas de diplôme. Il entre dans la police new-yorkaise avant de rejoindre celle des îles Vierges.
Il est sénateur des îles Vierges à deux reprises, de 1983 à 1985 et de 1993 à 1995, avant d'être élu lieutenant-gouverneur du territoire, fonction qu'il occupe de 1995 à 1999. Après un échec en 2010, il est élu gouverneur en novembre 2014 comme indépendant et entre en fonction en janvier 2015. Candidat à un second mandat en novembre 2018, il est battu par le démocrate Albert Bryan.